# جوی بزم
جوی بزم، روستایی از توابع بخش مزایجان شهرستان بوانات در استان فارس ایران است.

## جمعیت
این روستا در دهستان سروستان قرار دارد و براساس سرشماری مرکز آمار ایران در سال ۱۳۸۵، جمعیت آن ۸۴ نفر (۲۵خانوار) بوده‌است.